# Бігуді (телеканал)
«Бігуді» — загальноукраїнський розважальний телеканал, що входить до складу медіаконгломерату «1+1 Media», орієнтований на аудиторію «жінки 18 — 54 років».
Етерне наповнення каналу становлять українські, індійські та турецькі серіали, а також програми власного виробництва.

## Історія
Телеканал «Бігуді» в етері з 13 січня 2014 року.
З 4 квітня 2017 року телеканал мовить у форматі 16:9.
Основні продукти каналу — вітчизняні та зарубіжні серіали, а також програми власного виробництва 1+1 медіа для жіночої аудиторії. Телеканал створений з метою задоволення потреби українських жінок в серіалах.
За результатами 2017 року телеканал «Бігуді» показав зростання частки за комерційною аудиторією «Жінки 18-54 (вся Україна)» на 29 % і здобув 0,46 %.
На початку 2018 року канал «Бігуді» перезапустив свій офіційний сайт.
16 вересня 2021 року телеканал перейшов до мовлення у стандарті високої чіткості (HD).
У зв'язку з російським вторгненням в Україну з 24 лютого по 29 березня 2022 року телеканал цілодобово транслював інформаційний марафон «Єдині новини». В етері була відсутня реклама.[джерело?]
З 30 березня 2022 року телеканал відновив самостійне мовлення, змінивши програмну сітку. Російськомовні програми транслюються в українському озвученні.
23 березня 2023 року Національна рада України з питань телебачення і радіомовлення видала телеканалу тимчасовий дозвіл на мовлення в період дії воєнного стану в Україні на MX-1 мережі DVB-T2, а вже 21 квітня він розпочав мовлення.
23 листопада телеканал став переможцем конкурсу на отримання ліцензії на мовлення в MX-1 цифрової етерної мережі DVB-T2 з юридичною особою ТОВ «Віжн 4».
25 січня 2024 року регулятор переоформив логотип юридичної особи ТОВ «Реал Істейт-ТВ» для супутникового мовлення з «Бігуді» на «2+2 Марафон». Водночас, «Бігуді» змінив юридичну особу на ТОВ «Віжн 4».
16 липня 2025 року Міністерство культури та інформаційної політики України надало каналу статус критично важливого. Таким чином його працівники можуть бути заброньовані від мобілізації.

## Логотипи
Телеканал змінив 2 логотипи. Теперішній — 3-й за ліком.
| Логотип | Опис |
| --- | --- |
| | З 13 січня 2014 до 31 грудня 2015 року логотипом було рукописне слово «БІГУДІ» сірого кольору. Логотип був напівпрозорим. Знаходився у правому верхньому куті. |
| З 1 січня 2016 до 23 серпня 2024 року використовувався той самий логотип, але світло-рожевого кольору. Знаходився там само. | |
| З 24 серпня 2024 року використовується той самий логотип, але темно-рожевого кольору. Логотип став непрозорим.              | |

## Рейтинги
2021 року частка каналу «Бігуді» склала 0,24 % з рейтингом 0,03 % (дані Індустріального Телевізійного Комітету, аудиторія 18-54 міста 50 тис.+, 28-е місце серед українських каналів).

## Мовлення

### Супутникове мовлення
| Супутник               | Стандарт | Частота | Символьна швидкість | Поляризація       | FEC | Формат зображення | Помітки | Кодування |
| ---------------------- | -------- | ------- | ------------------- | ----------------- | --- | ----------------- | ------- | --------- |
| Astra 4A (4.8° сх. д.) | DVB-S2   | 11766   | 30000               | H (горизонтальна) | 2/3 | MPEG-4            | EPG     | FTA       |

### Етерне цифрове мовлення
| Канал | Мультиплекс | Стандарт | EPG        | Формат мовлення |
| ----- | ----------- | -------- | ---------- | --------------- |
| 9     | MX-1        | DVB-T2   | Green tick | SD 576i 16:9    |

## Керівництво
- Іванна Найда (генеральна продюсерка нішевих каналів «1+1 media»)

## Програми
- «Говорить Україна»
- «Життя відомих людей»
- «Корисні підказки»
- «Красуня за 12 годин»
- «Клініка»
- «Міняю жінку»
- «Мольфар»
- «Одруження наосліп»
- «Посміхніться, Вам це личить!»
- «Пробач мене, моє кохання»
- «Сімейні мелодрами» (перший сезон серіалу називався «Сімейні драми», але після появи російської версії проєкту наступні сезони мали назву «Сімейні мелодрами»)
- «Сніданок. Вихідний»
- «Сніданок з 1+1»
- «Щоденник медіума»

## Серіали

### Американські серіали
- «Медіум»

### Іспанські серіали
- «Таємниці Лаури»

### Індійські серіали
- «Візерунки долі»
- «Друге весілля»
- «Я кажу „Так“»

### Турецькі серіали
- «Асі»
- «Брати»
- «Величне століття: Нова володарка»
- «Величне століття. Роксолана»
- «Вітер кохання»
- «Жінка»
- «Заборонене кохання»
- «Заборонений плід»
- «Зрада»
- «Корольок — пташка співоча»
- «Кохання Мер'єм»
- «Кохання напрокат»
- «Кохання проти долі»
- «Крила кохання»
- «Любов не розуміє слів»
- «Любов та покарання»
- «Мама»
- «Моє чуже життя»
- «Моя кохана Діла»
- «Навчи мене кохати»
- «Наречена зі Стамбула»
- «Невірний»
- «Нескінченне кохання»
- «Перелітний птах»
- «Постукай в мої двері»
- «Рання пташка»
- «Рецепт кохання»
- «Сила. Повернення додому»
- «Сила кохання Феріхи»
- «Сім'я»
- «Скрізь тільки ти»
- «Солодка помста»
- «Тисяча і одна ніч»
- «Уламки щастя»
- «Фатмаґюль»
- «Червоні бутони»
- «Чорна троянда»
- «Я знову тебе кохаю»

### Українські серіали
- «Великі Вуйки»
- «Відморожений»
- «Все одно ти будеш мій»
- «Дві матері»
- «Доктор Віра»
- «За три дні до кохання»
- «Різниця у віці»
- «Село на мільйон»
- «Субота»
- «Тільки кохання»
- «Хамелеон»
- «Щоденники Темного»